# Neoplan Jumbocruiser
Neoplan N138/4 Jumbocruiser; також The Jumbocruiser (іноді жартома названий jumbo) — двоповерховий 103-місний туристичний лайнер виробнтцтва фірми Neoplan, що особливий з'єднувальною гормошкою та 18-метровою довжиною. Цей автобус досі залишається єдиним зі зчленованих туристичних автобусів. Автобуси Jumbocruiser мають дуже високу стійкість кузова; прізвисько моделі N138 i модифікації N138/4 автобус отримав за гормошку і за великі розміри.
Автобус Jumboruiser був спроектований у 1973 році на базі Neoplan Skyliner версії 1971 року. Послідуючий випуск зчленованого лайнера продовжувався майже 20 років, за той час автобус уніфікувався з Skyliner. Автобуси Neoplan Jumbocruiser перестали випускати у 1993 році, остання модель була перероблена повністю і була подібна до Skyliner версії 2000. Ці автобуси ще досі можна зустріти на автошляхах Європи.

## Описання моделі

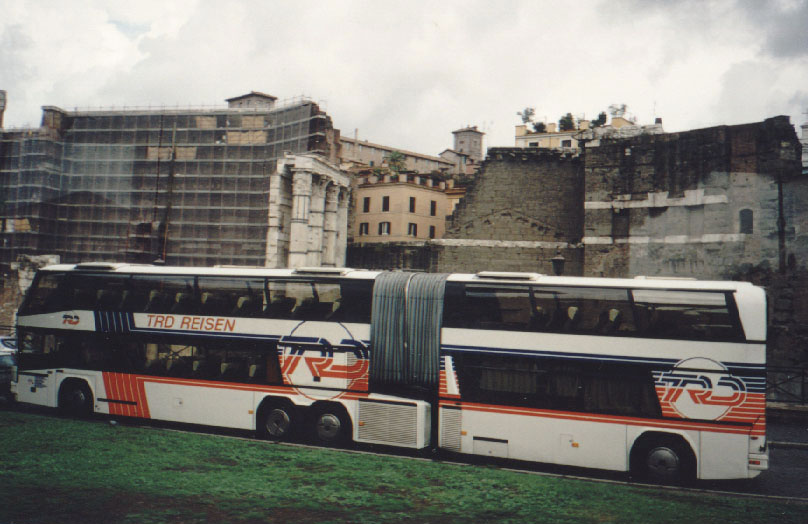
У Римі

Neoplan Jumbocruiser є автобусом «особливо великого класу» (саме тому отримав прізвисько) і у довжину досягає 18 метрів, у висоту двохповерховий автобус досягає рівно 4 метрів. Дизайн кузова автобуса міняється у залежності від року його побудови — за базу було узято автобус Neoplan Cityliner випуску різних модифікацій від 1971 до 2000 року. Найновіша ж модель випуску 1993 року має більш округлі форми та вторинне покриття кузова металопластиком. Кузов автобуса двохзвенний, вагонного компонування. Передок автобуса вигнутий і «спускається» зверху до низу. Світлотехніка автобуса первинно була представлена одинарними фарами, пізніші моделі мають по 3 освітні з кожного боку і ще по 1 протитуманній, що вмонтована біля освітніх фар. Бампер автобуса зварний, чітко окреслений. Емблема Neoplan прикріплена під лівими освітніми фарами. Оскільки автобус є двохповерховим, лобове скло не є суцільним, а розділено надвоє. Нижнє і верхнє вітрове скло є панорамними. Склоочисники нижнього лобового скла розташовані паралельно один до одного, ця деталь не змінилася; зверху розташовано один великий склоочисник. Бокові дзеркала зовнішнього виду великого розміру у формі «вуха зайця». У автобуса наявні 4 осі (формула коліс 8×2), у тягача може бути 3 осі і у причепа 1 вісь, або у тягача і причепа по дві; колеса дискові. З'єднувальна секція (гормошка) зроблена зі сталі та дає можливість пересуватися по обох поверхах автобуса через неї. Задня панель Jumbocruiser'a має задні фари ходу і заднє скло. Двигун розташовано за задньою панеллю. Двигун автобуса має потужність 326 кіловат, використовується або Daimler Benz або Mercedes-Benz OM404; циліндрів усього 12 штук. Автобус має 4 двері, що відкриваються дистанційно з кабіни водія паралельно до кузова: одні двері з лівого боку і три з правого. Салон автобуса уміщує 102 пасажири, на нижньому поверсі уміщується менше пасажирів, ніж на верхньому. Недоліком другого поверху є дуже мала висота стелі — усього лиш 1 метр 67 сантиметрів. Сидіння автобуса комфортабельні, роздільного типу, добре регулюються спинки крісел. Кондиціонування виконується за допомогою 2 клімат-контрольних установок. З'єднувальна гормошка не перешкоджає руху пасажирів, проте за вузлом зчленування на нижньому поверсі вже немає крісел. Підсвітка у салоні здійснюється за допомогою ламп, що розташовані по усій довжині салону. У автобус може встановлюватися туалет, холодильник, кавоварка та багато інших зручностей, також у кузові є декілька порожнин, які можуть використовуватися у різних цілях, наприклад у них може триматися обладання для миття автобуса чи вода для охолодження двигуна. У автобуса наявні великі багажні відсіки, об'єм яких становить 16 м³. Місце водія та комфорт при керуванні у молодших моделей наближений до сучасного: приборна панель пластмасова, кермо ZF з гідропідсилювачем, крісло водіч комфортабельне і реглюяється у висоту і глибину; коробка передач 6-ступіначста, важіль малого розміру і розташовується прямо біля крісла водія. Така ж приборна панель застосовувалася і на автобусі Neoplan Spaceliner, двохповерховій 12-метровій моделі. За класом комфорту перевезення автобус визначено як тризірковий.

## Технічні характеристики
| Модифікація                                              | Neoplan N138/4                  |
| Призначення                                              | туристичний автобус             |
| Габаритні розміри, мм                                    | 18000-2500-4000                 |
| Висота підлоги над рівнем землі, см                      | 44                              |
| Формула дверей                                           | 1—1                             |
| Підвіска                                                 | Пнематично-ресорсна             |
| Сидячих місць, шт                                        | 100+2                           |
| Повна місткість, чол                                     | 102                             |
| Висота нижнього салону, м                                | 1,82                            |
| Висота верхнього салону, м                               | 1,67                            |
| Передній відступ, м                                      | 3,06                            |
| Задній відступ, м                                        | 3,30                            |
| Споряджена маса, кг                                      | 15200                           |
| Повна маса, кг                                           | 28000                           |
| Колісна база                                             | 5500                            |
| Макс. швидкість, км/год                                  | 120                             |
| Розгін 0-60 км/год, с                                    | 18—19                           |
| Місткість паливного бака, літри                          | 400                             |
| Витрати палива при швидкості 60 км/год на 100 км, л      | 23                              |
| Хід без заправок при середній швидкості 60—80 км/год, км | 1600—1700                       |
| Термін служби, не менше ніж, р                           | 30                              |
| Максимальне навантаження на осі, кг (1/2/3/4)            | 7100/7100/11500/11500           |
| Кліренс, мм                                              | 350                             |
| Двигун, назва                                            | Daimler Benz                    |
| Потужність, кВт                                          | 326                             |
| Циліндри двигуна, шт                                     | 12                              |
| Коробка передач, назва                                   | Allison HAT 750 CR, автоматична |
| Об'єм двигуна                                            | 20 910 м³                       |

## Культурний вплив
За незвичний дизайн автобус Neoplan Jumbocruiser має деякий культурний вплив:
- на честь цього автобуса було названо сайт http://www.jumbocruiser.com [Архівовано 7 квітня 2022 у Wayback Machine.] , де розміщені фотографії цього автобуса і багатьох інших, замовлення путівок
- у кінці 1970-х у німецькій газеті Landkreis Altótting була опублікована стаття про Neoplan Jumbocrusier

## Див.також
- Neoplan
- Neoplan Euroliner
- Neoplan Spaceliner
- Neoplan Megaliner
- Neoplan Starliner